# TKS
TK (TK-3) и TKS — польские танкетки 1930-х годов.

## История
Танкетка TK была разработана польскими конструкторами Т. Тжечаком, Е. Каркозом и Е. Хабихом на базе шасси закупленной в 1929 году в Великобритании танкетки Carden Loyd, по результатам опытной эксплуатации в конструкцию которой были внесены изменения (были поставлены более мощный двигатель, новая коробка передач, усилены рессоры и введена стальная броневая крыша).
14 июля 1931 года танкетка TK была официально принята на вооружение польской армии под наименованием TK-3, в этом же году началось ее серийное производство. В 1931—1933 годах были выпущены свыше 300 танкеток, с учетом опыта производства и эксплуатации которых был разработан улучшенный вариант TKS.
TKS отличалась более рациональной установкой броневых листов увеличенной толщины, улучшенной конструкцией шаровой установки для пулемёта, усиленными элементами подвески и увеличенной шириной гусеницы. Кроме того, на TKS устанавливали новый двигатель (польский "Фиат" 42 л.с.), перископический прибор наблюдения системы Гундляха, а на пулемёт начали устанавливать оптический прицел.
После сравнительных испытаний датской пушки фирмы Мадсен и швейцарской Солотурн, в 1939 году танкетку начали перевооружать 20 мм польской пушкой FK, но до начала войны успели модернизировать лишь 24 единицы. TKS также использовались в качестве бронедрезин.

## Конструкция
Корпус танкетки представлял собой каркас, к которому заклёпками крепились 4-8 мм бронелисты. Двигатель и коробка передач размещались посередине. Справа по борту имелся штырь с вилкой для запасного зенитного пулемёта, из которого стрелял командир, предварительно выйдя наружу.

## Модификации
- TK (TK-3) — модель 1931 года с четырёхцилиндровым двигателем FordA4 (40 л. с.), всего построена 301 машина, часть из которых позднее переоборудовали[2]
- TKF — танкетка TK с шестицилиндровым двигателем Polski FIAT-122B (46 л. с.); произведено 18 штук[2]
- TKS — улучшенная модель 1933 года, масса 2,65 тонн[1]; произведено 282 штуки[2]
- TKSz nkm 20A — танкетка, вооружённая 20-мм автоматической пушкой FK-A wz.38 (с боекомплектом 250 снарядов); в 1939 году в них были переоборудованы 24 TKS[2]
- TKD — лёгкая самоходная артиллерийская установка с 47-мм орудием wz.25 «Pocisk» (боекомплект к которому составлял 55 снарядов), масса увеличена до 3 тонн; переоборудованы 4 экземпляра из ранее выпущенных TK[2]
- C2P — невооружённый 2-тонный артиллерийский тягач[2], произведено около 200 штук.

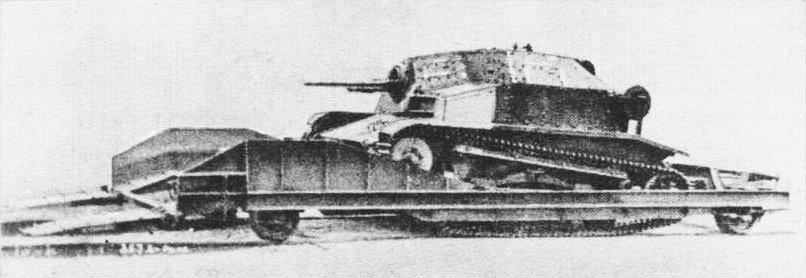
Польская бронедрезина — танкетка «TKS» в направляющей раме, установленной на железнодорожные катки, не позволяющей танкетке сваливаться с рельсов, 1920-е гг.

- Drezyna pancerna typu TKS — бронедрезина-танкетка TKS в направляющей раме, установленной на железнодорожные катки, не позволяющей танкетке сваливаться с рельсов. По 4 таких бронедрезины входили в восемь взводов бронедрезин-танкеток и танков-бронедрезин типа TKS-R-TKS восьми польских бронепоездов в 1939 году[3].

Экспериментальные модели:
- TK-1, TK-2 — первые прототипы
- TKW — лёгкий разведывательный танк с башней; только один прототип.
- TK-3 с 20-мм орудием — произведён только один прототип с модифицированным корпусом.
- TKS-D — лёгкий истребитель танков с 37-мм противотанковой пушкой Бофорс; произведено 2 экземпляра.

## Боевое применение
К началу вторжения в Польшу в 1939 году польская армия сумела мобилизовать 650 танкеток — они составляли бо́льшую часть польских бронетанковых сил. При этом перевес немецких войск в бронетехнике был подавляющим. 1 сентября 1939 года в немецких войсках насчитывалось семь танковых дивизий и четыре лёгких дивизии. В каждой танковой дивизии по штату числилось 308—375 танков. Лишь в 10-й танковой дивизии и танковой группе «Кемпф» их насчитывалось сравнительно немного: 154 и 150 машин соответственно. На вооружении лёгких дивизий имелось от 74 до 156 танков. В целом, армия вторжения насчитывала 2586 танков, хотя не все они были боевыми — до 200 танков являлись командирскими.
Танкетки ТК-3 и TKS не были способны противостоять танкам, будучи пригодны главным образом для ведения разведки и боевого охранения. Немцы же действовали большими группами танков (даже танковый батальон насчитывал около 70 машин). Польские танки предпочитали уклоняться от встречи с танковыми подразделениями врага, предпочитая атаковать разведывательные дозоры вермахта, вооружённые лёгкими танками и бронеавтомобилями. Чаще всего польские танки действовали в составе отдельных взводов, и крайне редко — ротами.
1-3 сентября шли бои на германско-польской границе, в которых участвовали десять польских кавалерийских бригад, восемь танковых дивизионов, 11 отдельных танковых рот (ОТР) и восемь бронепоездов. Польские войска в этих боях действовали в основном разведывательными группами, а также пытались организовать контратаки силами танковых рот и танкетных эскадронов. Хотя польские танкисты старались избегать встреч с немецкими танками, их потери были весьма серьёзными: около 60 танков и бронеавтомобилей — 10 % от общего числа вступивших в бой машин. В ряде случаев польские танкисты действовали весьма удачно. Так, 81-я отдельная танковая разведывательная рота (SKCR) Войска Польского участвовала в уничтожении немецкого отряда, «прижатого» к озеру Мелно. Танки, бронеавтомобили и два бронепоезда поддерживали Волынскую кавалерийскую бригаду под Мокрой.
4-6 сентября шли сражения на главной линии польской обороны. К этому моменту благодаря эффективной мобилизации бронетанковые силы Войска Польского почти достигли предусмотренной численности, то есть 580 танкеток и танков, а также и десяти бронепоездов. В двадцати боестолкновениях было потеряно до 100 танкеток, танков и бронеавтомобилей, из них 50 — в составе армии «Лодзь». С 7 по 9 сентября польские части отошли к Висле и начали отступать за реку. На фронте действовали две мотострелковые бригады и другие части, располагавшие примерно 480 единицами бронетехники. Потери за эти дни также составили выше 100 бронеединиц. С 10 по 13 сентября поляки пытались наступать у реки Бзура. К этому времени формирование всех частей, располагавших бронетехникой, было практически завершено — правда, де-факто многие из этих частей к тому времени уже были разбиты в боях. В итоге, вместо полков появлялись сводные подразделения силой не более роты. На фронте действовали две мотобригады, имевшие, вместе с танкетками TKS, около 430 единиц бронетехники; из них 150 потеряно в боях. С 14 по 17 сентября почти все соединения польской армии на Бзуре были разбиты; остатки бронетанковых частей поляков отступили к Варшаве. При этом обе бригады сократились до двух батальонов легких танков, восьми танковых дивизионов и десяти рот, насчитывавших в общей сложности около 300 бронеединиц. В боях на Бзуре Войско Польское потеряло около полутора сотен танков и бронеавтомобилей; многие машины поляки уничтожали сами — из-за невозможности ремонта или отсутствия горючего. 18-29 сентября лишь несколько малочисленных бронеотрядов продолжали сражаться в отдельных очагах сопротивления.
В ходе боёв, все польские танки, танкетки и бронеавтомобили были уничтожены или захвачены немцами. Лишь около 50 бронеединиц, перешедших польскую границу, были интернированы в Румынии и Венгрии.  Потери немецкого вермахта, однако, также были достаточно существенны. В сентябре 1939 года общая численность бронеединиц вермахта сократилась на 674 танка и 318 бронеавтомобилей. По немецким данным, 198 танков были потеряны безвозвратно, 361 танк получил повреждения. В польских источниках речь идёт о 250 танках с разбивкой по типам: 89 танков PzKpfw I (вместе с командирскими), 83 — PzKpfw II, 26 — PzKpfw III, 19 — PzKpfw IV, 26 — PzKpfw 35(t), и 7 — PzKpfw 38(t). В основном, причинами потерь были польские противотанковые орудия, противотанковые ружья и ручные гранаты. Некоторые потери приходились на счёт польской авиации. Польские танки, бронеавтомобили и бронепоезда уничтожили подтверждённо 50 и неподтверждённо ещё 45 бронеединиц немцев; таким образом, в столкновениях броневых машин обе стороны потеряли примерно по 100 машин. Наибольшие потери (около 25 машин) понесла 4-я легкая дивизия немцев в боях с 10-й мотокавалерийской и Варшавской бронемоторизованной бригадами, а также 4-я танковая дивизия вермахта (около 20 машин).
В боях с наступавшей с востока Красной Армией польские бронетанковые части почти не участвовали — по сути, это были лишь остатки нескольких рот и дивизионов. Боестолкновений с советскими частями насчитывается всего два-три. Советские источники сообщают о потере 42 танков и бронеавтомобилей: 26 из состава Белорусского фронта и 16 — из состава Украинского фронтов; 52 танкиста погибли, 81 был ранен. Польские авторы считают, что Красная Армия в Польском походе потеряла около 200 танков и бронеавтомобилей.
Таким образом, 800 польских танкеток и танков, по сути, не смогли оказать эффективного сопротивления противнику. Правда, их провал стал лишь составной частью провала общего: по сути, Войско Польское не имело никаких шансов выиграть кампанию. Однако, нельзя отрицать, что польские танкисты сражались самоотверженно и нередко вступали в безнадёжные бои с противником, обладавшим выраженным численным и техническим превосходством. При этом танкетки TKS имели мало шансов в бою против немецких танков, хотя некоторые их качества доставляли вермахту изрядные неприятности. Захваченный в первые дни войны немецкий офицер-танкист оценил скорость и проворство польской танкетки, заявив: «...очень сложно попасть из пушки по такому маленькому таракану». Совсем иначе обстояло дело с танкетками TKS, перевооружёнными 20-мм орудием. Эти машины представляли серьёзную опасность для немецких танков, при этом низкий силуэт и подвижность танкетки делали её отличным оружием для засад. Именно на такой танкетке TKS с 20-мм орудием воевал польский танковый ас Роман Эдмунд Орлик, который вместе за своим экипажем в ходе боевых действий сентября 1939 года смог подбить 13 немецких танков (одним из которых, предположительно, даже являлся PzKpfw IV Ausf B).

## Страны-эксплуатанты

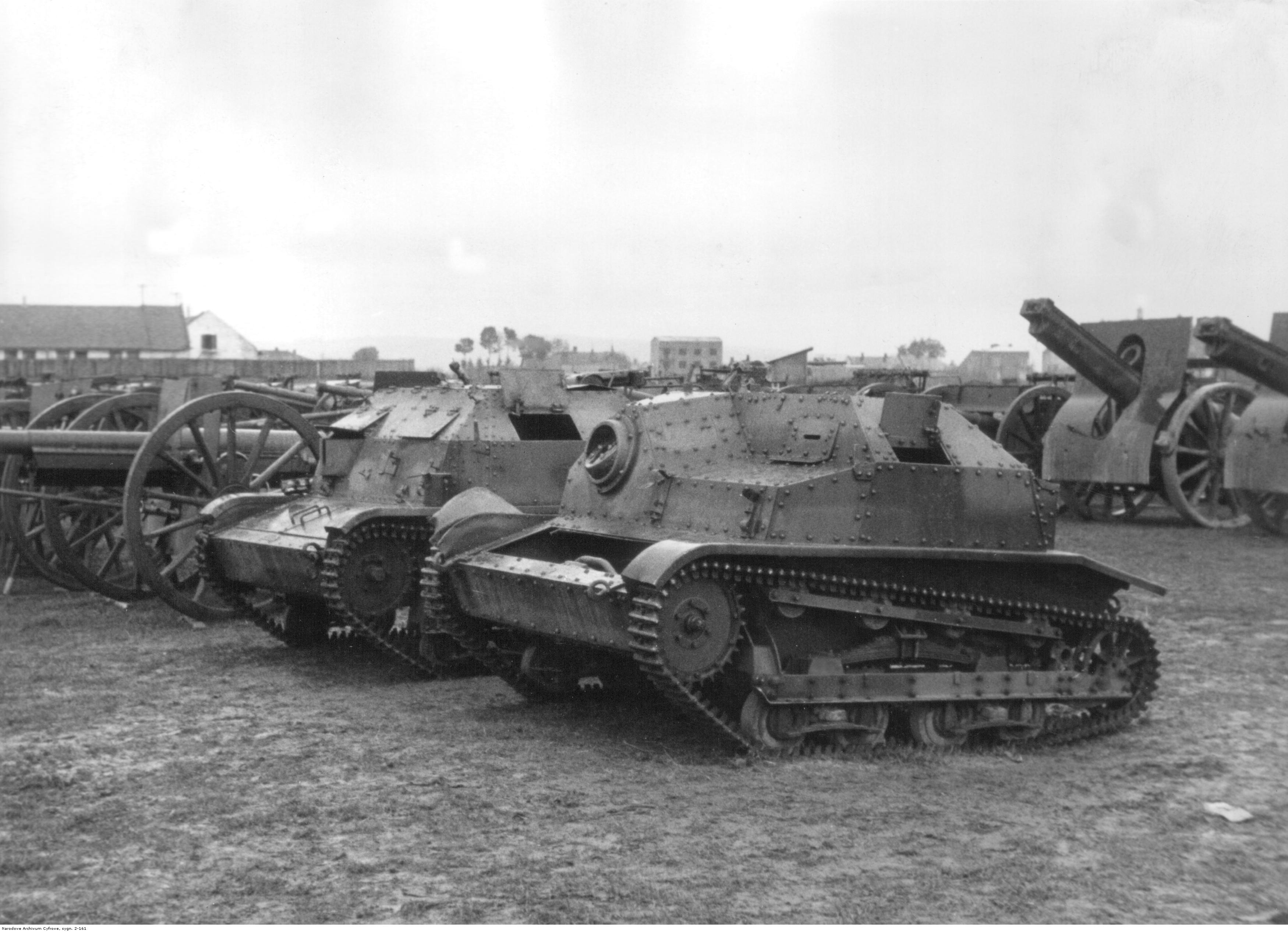
трофейные танкетки TKS на немецком пункте сбора имущества польской армии (осень 1939)

- Польша[2].
- Эстония — 6 танкеток[2], заказанных в Польше 6 ноября 1934 года[6].
- СССР — В 1940 году, после присоединения к СССР прибалтийских стран, вооружение их армий было включено в состав территориальных корпусов РККА. По состоянию на 22 июня 1941 года, в составе 12-го механизированного корпуса РККА насчитывалось 4 танкетки TKS, которые были оставлены в парках[2].
- Нацистская Германия[7] — использовались по меньшей мере несколько трофейных танкеток[2] в качестве транспортёров боеприпасов и для поддержания порядка на захваченных территориях. Вместо польских пулемётов устанавливались французские 8-мм «Гочкис» М1914.
- Независимое государство Хорватия[2] — в 1942 году 16 трофейных польских танкеток TK и TKS были переданы немцами хорватским вооружённым формированиям[8].

## Галерея

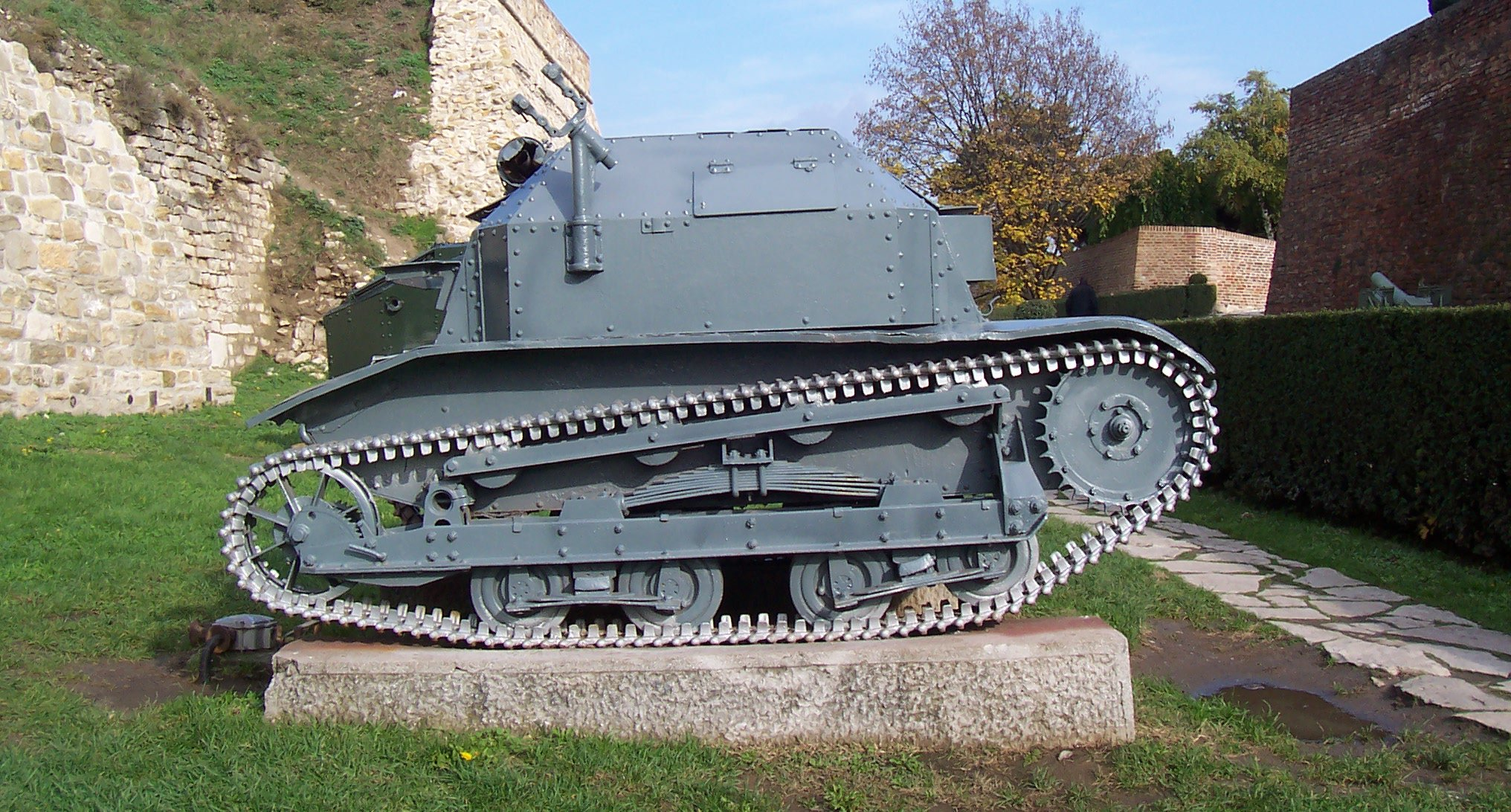
ТК-3, Польша. Macca — 2.34 т.
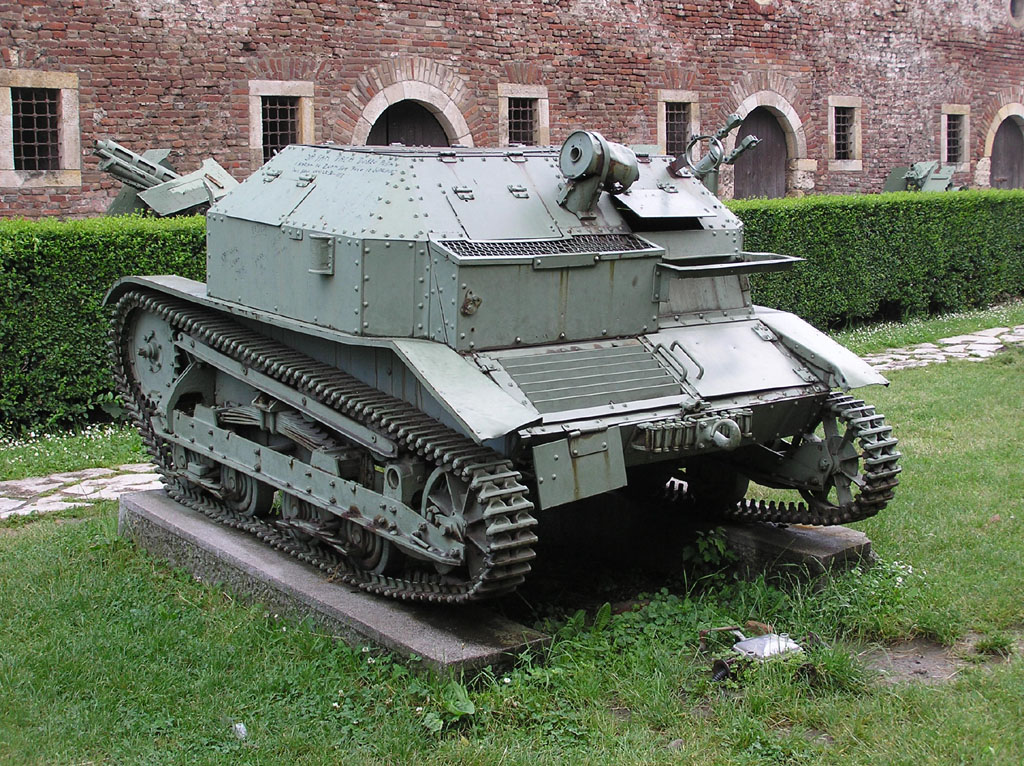
ТК-3
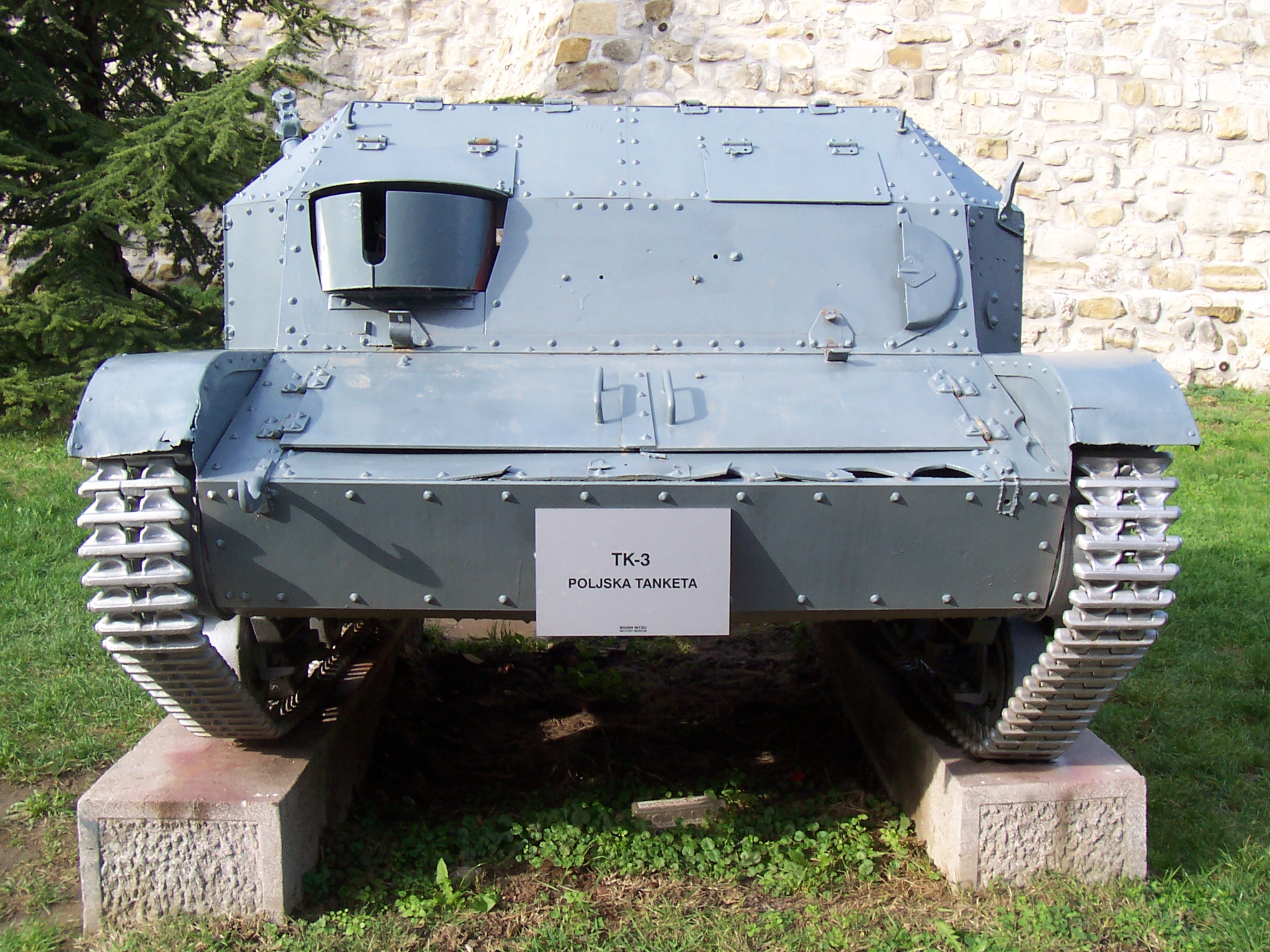
ТК-3, Польша. Macca — 2.34 т.

## Музейные экспонаты
- TKF - 1 шт. находится в бронетанковом музее в Кубинке, ещё 1 шт. - в Сербском военном музее в Белграде; в Польше с использованием новодельных деталей построена копия третьей танкетки[9]

## TKS в игровой индустрии
- World of Tanks - в качестве легкого премиумного танка 2-го уровня стоимостью 750 ед. золота.